# Monica Allison
Monica Allison is een Amerikaans actrice.

## Carrière
Allison begon in 1992 met acteren in de televisieserie The Golden Palace. Hierna speelde ze rollen in televisieseries en televisiefilms als Virtuosity (1995), The Fresh Prince of Bel-Air (1995), Sunset Beach (1997), The Young and the Restless (1997).

## Filmografie

### Televisiefilms
Uitgezonderd korte films.
- 2006: The Adventures of Brer Rabbit – als Julie (stem) - animatiefilm
- 2004: Heavy Put-Away – als Sally
- 1995: The Barefoot Executive – als Jane
- 1995: Virtuosity – als vrouw in trein
- 1992: The Jacksons: An American Dream – als Hazel Gordy

### Televisieseries
Uitgezonderd eenmalige gastrollen.
- 2022: Cocomelon Story Time - als Mommy - 2 afl.
- 2021: Indemnity - als Janet Ellis - 2 afl.
- 1997: The Young and the Restless - als Joyce Haskins - 4 afl.
- 1997: Sunset Beach – als LaShawnda – 2 afl.
- 1997: Martin – als Brenda – 2 afl.
- 1995: The Fresh Prince of Bel-Air – als Michelle – 2 afl.

### Computerspel
- 2008: Saints Row 2 - als stem
- 2006: Saints Row - als stem
- 2005: EverQuest II: Desert of Flames – als stem